# Touro Sentado
Touro Sentado (em dacota: Tatanka Iyotake; na ortografia padrão do dacota: Tȟatȟáŋka Íyotake; em inglês: Sitting Bull; também conhecido como Slon-he ou Slow, "Devagar"; meados de 1831 – 15 de Dezembro de 1890) foi um chefe indígena da etnia sioux hunkpapa. Viveu entre os anos de 1831 e 1890.
Touro Sentado chegou a ser famoso por conduzir três mil e quinhentos indígenas sioux e cheyenne contra o Sétimo Regimento de Cavalaria Americana, que estava sob as ordens do general Custer, na batalha de Little Bighorn em 25 de junho de 1876, na qual o exército federal foi derrotado.
Perseguido pelo exército dos Estados Unidos, Touro Sentado levou os seus homens até ao Canadá, onde permaneceram até 1881. Neste ano regressou com o seu povo aos Estados Unidos para que se entregasse e acabasse assim a guerra. Touro Sentado não conseguiu uma porção de terras canadenses, porque a Rainha Vitória o considerava um selvagem dos Estados Unidos.
Nos anos seguintes Touro Sentado fez parte do show de Buffalo Bill.
Touro Sentado teria se sentido atraído pela Dança dos Fantasmas, grupo religioso fundado pelo suposto messias Wovoca. Segundo o profeta, que se dizia o próprio Cristo, a dança faria com que no próximo ano a terra engolisse os homens brancos das terras dos indígenas. O governo dos Estados Unidos viu nestas danças uma ameaça e enviou uma polícia para prender o chefe hunkpapa. Touro Sentado e seu filho morreram baleados na luta que se seguiu à tentativa de prisão.
Em sioux, Tatanka Iyotake significa «Bisão Macho Sentado». O nome de Touro Sentado chegou ao português através da tradução do inglês, Sitting Bull, posto que bull, além de significar touro, utiliza-se para denominar os machos de animais similares aos bois, como os búfalos e bisões.